# 大田口駅
大田口駅（おおたぐちえき）は、高知県長岡郡大豊町船戸にある、四国旅客鉄道（JR四国）土讃線の駅である。駅番号はD30。

## 歴史
- 1934年（昭和9年）10月28日：開業[2]。
- 1970年（昭和45年）10月1日：無人駅化[3]（簡易委託駅化[4]）。同時に営業範囲を一般運輸営業から旅客及び到着小荷物（特別扱新聞紙に限る）に変更[2][5]。
- 1987年（昭和62年）4月1日：国鉄分割民営化により、JR四国の駅となる[2]。

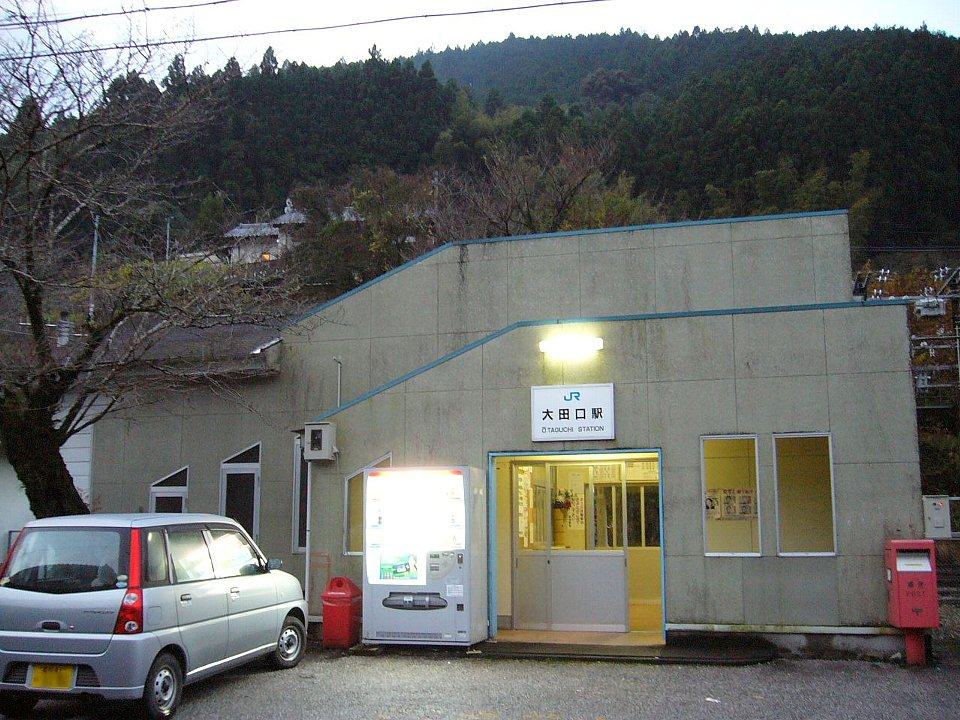
旧駅舎（2006年12月）

## 駅構造
島式ホーム1面2線を持つ交換可能駅で、特急列車同士の行き違いも行われている。駅舎は木造平屋建てで、改築されている。
2024年7月1日に木造の屋根材の一部が雨樋とともに落下したため、緊急点検が行われ、落下のおそれがある部分とともに撤去された。
駅構内がカーブしているため、特急列車は減速して通過するほか、列車接近の注意喚起のため簡易的な列車接近放送が流れる。ホーム間は構内踏切で連絡している。

### のりば
| のりば | 路線    | 方向 | 行先                 |
| ------ | ------- | ---- | -------------------- |
| 1      | ■土讃線 | 上り | 大歩危・阿波池田方面 |
| 2      | ■土讃線 | 下り | 土佐山田・高知方面   |

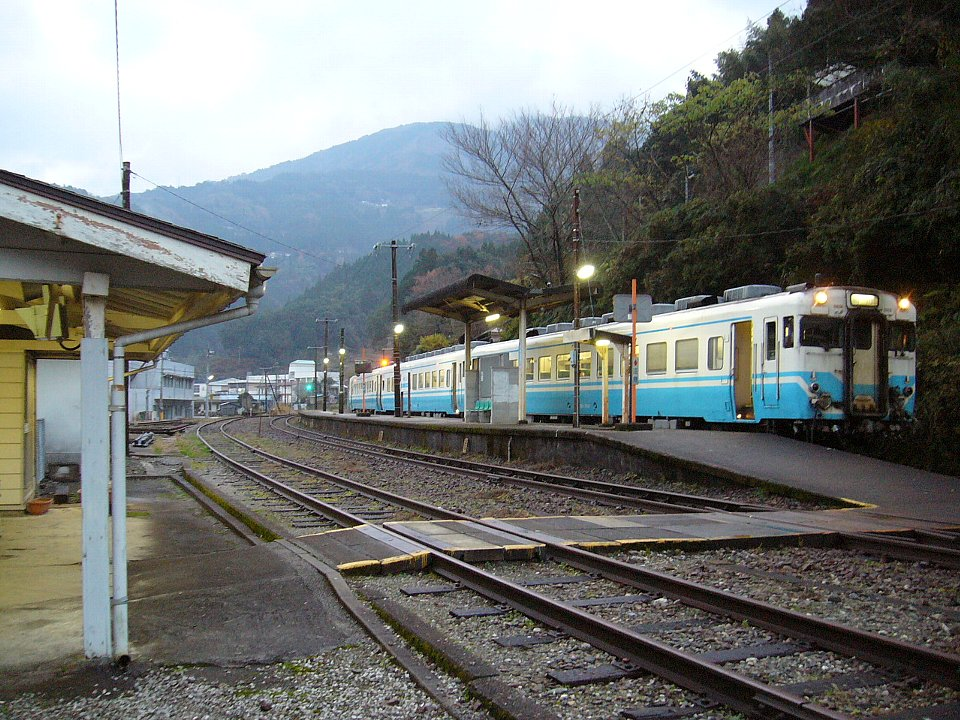
ホーム（2006年12月）

## 駅周辺
- 吉田商店（切符販売委託）
- 梶ヶ森（）
- 高知県農業協同組合（JA高知県）大田口支所
- 豊楽寺 - 山号の「大田山」が駅名の由来となった。薬師堂は国宝に指定されている。
- 大豊町立大田口小学校
- 国道32号
- 高知県道113号東祖谷山大杉停車場線
- 高知県道261号大田口停車場線

### バス路線
駅前に「JR大田口駅」停留所があり、ゆずバス（大豊町町民バス）の西峰線（大豊学園 - 漉長上（）、大畑井）が発着する。

## 隣の駅
四国旅客鉄道（JR四国）
■土讃線
■普通
豊永駅 (D29) - 大田口駅 (D30) - 土佐穴内駅 (D31)